# Краснознаменское сельское поселение (Смоленская область)
Краснозна́менское се́льское поселе́ние — упразднённое муниципальное образование в составе Починковского района Смоленской области России.
Административный центр — деревня Красное Знамя.
Образовано Законом Смоленской области от 28 декабря 2004 года. Упразднено Законом Смоленской области от 20 декабря 2018 года с включением к 1 января 2019 года всех входивших в его состав населённых пунктов в Стодолищенское сельское поселение.

## Географические данные
- Общая площадь: 105,38 км²
- Расположение: южная часть Починковского района
- Граничило:
  - на севере и востоке — со Стодолищенским сельским поселением
  - на юго-востоке — с Рославльским районом
  - на юге — с Шумячским районом
  - на западе — с Хиславичским районом
- По территории поселения проходит автодорога Шумячи — Борщёвка А141.
- Крупные рекиа: Остёр, Стометь.

## Население
| 2007 | 2011 | 2012 | 2013 | 2014 | 2015 | 2016 |
| ---- | ---- | ---- | ---- | ---- | ---- | ---- |
| 567  | ↘456 | ↘446 | ↘427 | ↗434 | ↘426 | ↘413 |
| 2017 | 2018 | 2019 |      |      |      |      |
| ↘401 | ↘390 | ↘375 |      |      |      |      |

## Населённые пункты
В состав поселения входили следующие населённые пункты:
- Красное Знамя, деревня
- Буловица, деревня
- Деребуж, деревня
- Жуковичи, деревня
- Комаровка, деревня
- Корбуши, деревня
- Ляхтовка, деревня
- Ново-Моисеевка, деревня
- Печкуры, деревня
- Тростино, деревня

## Экономика
Сельскохозяйственное предприятие.